# Matthew Tilghman

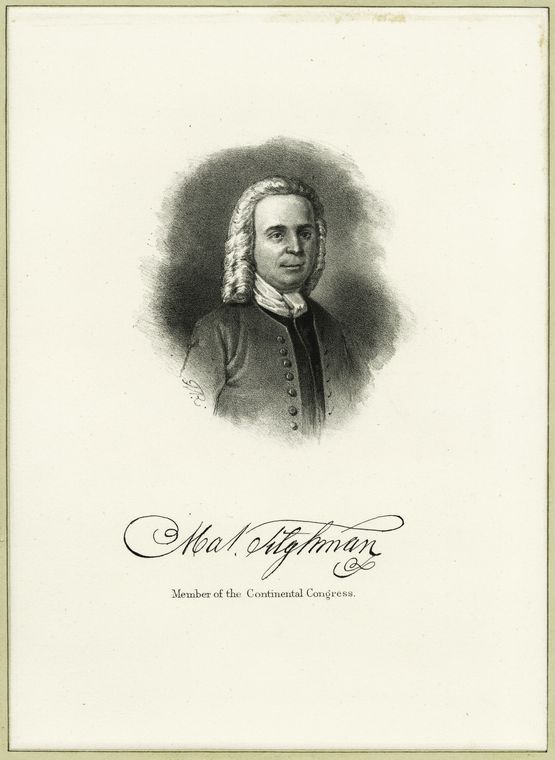
Matthew Tilghman

Matthew Tilghman (* 17. Februar 1718 im Queen Anne’s County, Provinz Maryland; † 4. Mai 1790 im Talbot County, Maryland) war ein US-amerikanischer Politiker. Zwischen 1774 und 1776 war er Delegierter für Maryland im Kontinentalkongress.

## Werdegang
Matthew Tilghman wurde auf der familieneigenen Plantage The Hermitage geboren. Er genoss eine private Schulausbildung. Nach seiner Hochzeit mit Anne Lloyd (1723–1794) im Jahr 1741 gründete er seine eigene Plantage im Talbot County, die er The Neck nannte. Im Talbot County wurde Tilghman auch Friedensrichter. Außerdem saß er zwischen 1751 und 1776 im kolonialen Parlament von Maryland, dessen Vorsitz er seit 1773 innehatte. Er schloss sich dem amerikanischen Protest gegen den Stamp Act und in den 1770er Jahren der Revolutionsbewegung an. Dabei wurde er Mitglied mehrerer revolutionärer Gremien und einer der Führer der Unabhängigkeitsbewegung in Maryland. Von 1774 bis 1776 vertrat er Maryland auf dem Kontinentalkongress. 1775 war er Vorsitzender und Präsident des Sicherheitsausschusses seiner Heimat. 1776 war er auch Mitglied und Präsident des Abgeordnetenhauses von Maryland außerdem war er 1776 Präsident der Versammlung, die in Annapolis die Staatsverfassung ausarbeitete (Annapolis Convention).
Zwischen 1776 und 1783 saß Tilghman im Senat von Maryland, dessen Präsident er seit 1780 war. Im Jahr 1783 zog er sich aus der Politik zurück und widmete sich der Bewirtschaftung seiner Plantage. Dort ist er am 4. Mai 1790 auch verstorben.